# Aureliana darcyi
Aureliana darcyi là loài thực vật có hoa trong họ Cà. Loài này được Carvalho & Bovini mô tả khoa học đầu tiên năm 1995.